# 扬·洛赫比勒
扬·洛赫比勒（德語：Jan Lochbihler，1992年3月3日—），瑞士男子射击运动员，主攻步枪，2019年欧洲运动会混合团体50米步枪卧射金牌得主、2023年欧洲运动会混合团体50米步枪三姿金牌得主。